# Talang Perigi
Talang Perigi is een bestuurslaag in het regentschap Indragiri Hulu van de provincie Riau, Indonesië. Talang Perigi telt 1261 inwoners (volkstelling 2010).